# Dum multa tristitia
Dum multa tristitia, en español "Con mucha tristeza", es la octogésima sexta encíclica del papa León XIII, datada el 24 de diciembre de 1902, dirigida a los obispos del Ecuador, acerca de la situación de la iglesia en ese país y de la legislación sobre el matrimonio, con ocasión de la ley recientemente aprobada allí.

## Contexto histórico
En 1895 un alzamiento militar en Guayaquil elevó a la jefatura del estado al general Eloy Alfaro, comienzo así el llamado periodo alfarista, con un gobierno de carácter radical y laicista, que supuso la ruptura con la confiscación de los bienes de la iglesia, la enseñanza laica, con la prohibición de la enseñanza religiosa y el establecimiento del divorcio. Esta situación se mantuvo hasta 1912, en que fue asesinado Alfaro. La situación de la iglesia en esos años contrastó con el inmediato pasado, tanto del llamado periodo progresista (1883-95), que desarrolló un claro liberalismo, de inspiración católica; y más aún con el gobierno, de 1860 a 1875, caracterizado por la presidencia discontinua de García Moreno.
Precisamente en este periodo, denominado graciano, celebró en 1862 un concordado con la Santa Sede, se suprimieron muchas trabas políticas a la labor de la iglesia, con la que se contó para la elección de los textos utilizados en la enseñanza. Muestra de esta sintonía del poder político con la iglesia fue la consagración de la república del Ecuador realizada por el arzobispo de Quito, Mons. José Ignacio Checa y Barba y el mismo presidente de la república, Gabriel García Moreno, el 25 de marzo de 1874.

## Contenido de la encíclica
Dum multa tristitia premimur ob miserum satatum ad quem redactam scimus Aequatorianam Ecclesiam, delectari valde sumus opportunis publiceque prolatis edictis, quibus vos sollicitudine pastorali commoti.
Vemos con mucha tristeza al saber el tan doloroso estado al que se encuentra sometida la Iglesia en el Ecuador, pero nos sentimos muy complacidos por las pastorales que habéis hecho públicas
Íncipir de Dum multa tristitia

### Situación de la iglesia en el Ecuador
El papa valora la defensa de la iglesia realizada por los obispos del Ecuador ante las medidas gubernamentales y legislativas que vulneran los derechos de la Iglesia, de nada ha servido la actitud paciente de la santa sede antes esa actitud. A pesar de esto, no solo no se han reparado las injusticias anteriores sino que se han añadido otras: se ha sido suprimida una diócesis, se han nombrado obispos para las diócesis vacantes sin intervención de la Santa Sede y, finalmente, se ha atacado la santidad del matrimonio de distintos modos.

### Naturaleza del matrimonio cristiano
Es precisamente sobre esta cuestión, el matrimonio cristiano, sobre la que se centra la encíclica; recuerda el papa las enseñanzas contenidas en su carta apostólica del 10 de febrero de 1880, Cristo ha elevado el matrimonio cristiano a la dignidad de sacramento, de modo que todo matrimonio cristiano es sacramento; por esto, la naturaleza del contrato que supone el matrimonio no puede separarse de la naturaleza de sacramento

Esto significa que, si bien la autoridad civil conserva plenamente su derecho a regular los llamados efectos civiles, el matrimonio en sí está sujeto a la autoridad de la Iglesia.

Jesús redentor de la humanidad, abolió la costumbre del repudio y estableció la ley de la permanencia del matrimonio, una indisolubilidad que solo puede disolverse por el fallecimiento de uno de los cónyuges. Al hacer esto Cristo confirió muchos beneficios al género humano, pues esta institución del matrimonio preserva la moralidad, fortalece a las familias, protege a la descendencia, mantiene la dignidad de la mujer y establece el valor y dignidad de la familia.

### Condena de la legislación civil sobre el matrimonio
Por todo esto el papa manifiesta la condena las llamadas leyes del matrimonio civil recientemente promulgadas, rechaza del mismo modo el divorcio que supone un ataque a la disciplina de la iglesia. Ante esta situación exhorta a los obispos para que evitando todo desánimo, aumenten su celo en la enseñanza del pueblo cristiano para que, manteniendo el respeto debido a los gobernantes, sean fieles a a las enseñanzas de la religión y moral cristiana, Termina el papa la encíclica recomendando a los obispos que eleven fervientes oraciones al Sagrado Corazón de Jesús, a quien el pueblo del Ecuador está solemnemente consagrado. pidiéndole que conceder tiempos más felices a la iglesia del Ecuador.